# Georg Friedrich Wilhelm Meyer
Georg Friedrich Wilhelm Meyer (Hannover, 18 de abril de 1782 — Göttingen, 19 de março de 1856) foi um botânico e professor de silvicultura na Universidade de Göttingen, pioneiro no estudo da flora da Europa Central.

## Biografia
Meyer estudou ciências naturais e silvicultura na Universiade de Göttingen, na qual se matriculou em 1802 e 1803 e na Universidade de Dillingen a partir de 1805. Em 1806 tornou-se auditor de minas e florestas em Hannover, assumindo em 1808 o cargo de inspetor florestal em Paderborn. Em 1813 tornou-se conselheiro do governo prussiano e diretor temporário das florestas (Direktor der Forsten) em Paderborn, Corvey e Höxter.
A partir de 1814 continuou os seus estudos em Göttingen, em cuja universidade obteve o doutoramento em 1818. Em 1820, foi nomeado fisiógrafo (Physiograph) do Reino de Hannover e, em 1832, conselheiro da corte e professor catedrático de silvicultura em Göttingen. A cátedra não foi reocupada após a sua morte. Em 1820 apresentou um trabalho que foi premiado pela Sociedade de Ciências de Göttingen  (Göttinger Gesellschaft der Wissenschaften) sobre os danos causados pelas cheias no Innerste e as medidas para os evitar.
Nesse mesmo ano de 1820 foi eleito membro da prestigiosa Academia Leopoldina. Em 1836, publicou uma flora da Baixa Saxónia a que deu o título de Chloris hanoverana. Em 1843 tornou-se membro da Academia de Ciências de Göttingen (Akademie der Wissenschaften zu Göttingen). Desde 1826 que era membro correspondente da Academia de Ciências da Rússia, de São Petersburgo.
O género botânico Meyeria DC., da família das Asteraceae, tem esse nome em homenagem a Carl Anton von Meyer, Johann Carl Friedrich Meyer, Friedrich Albrecht Anton Meyer, Georg Friedrich Wilhelm Meyer e Ernst Heinrich Friedrich Meyer. A 6 de janeiro de 1845 foi condecorado com a cruz de cavaleiro da Ordem de Mérito de Filipe, o Magnânimo (Verdienstorden Philipps des Großmütigen) do Grão-Ducado de Hesse.

## Obras
Entre muitas outras, é autor das seguintes publicações:
- Chloris Hanoverana oder nach den natürlichen Familien geordnete Übersicht der im Königreiche Hannover wildwachsenden sichtbar blühenden Gewächse und Farn. Vandenhoeck und Ruprecht, Göttingen 1836 (Nebentitel: Flora des Königreichs Hannover).
- Beiträge zur chorographischen Kenntniss des Flussgebiets der Innerste in den Fürstenthümern Grubenhagen und Hildesheim. Erste Anlage zur Flora des Königreichs Hannover. Göttingen 1822 (Digitalisat).
- Über die Natur der Schachtelhalme. Flora des Königreichs Hannover, Angewandter Teil: Untersuchung der einzelnen Vegetabilien, Theil 1. Göttingen 1837 (Digitalisat).
- Flora Hanoverana Excursoria enthaltend die Beschreibung der Phanerogamischen Gewächse Norddeutschlands in den Flussgebieten der Ems, Weser und Unterelbe geordnet nach den natürlichen Familien. Vandenhoeck und Ruprecht, Göttingen 1849 (Digitalisat).
- Primitiae florae essequeboensis adjectis descriptionibus centum circiter stirpium novarum, observationibusque criticis. Dieterich, Göttingen 1818 (Digitalisat).